# Luis Iceta
Luis Iceta Zubiaur (Bilbao, Vizcaya, 21 de agosto de 1890 - 24 de enero de 1966) fue un jugador de fútbol que jugó como centrocampista en el Athletic Club, club del que fue capitán.
Es tío-abuelo del político y exministro de Cultura y Deporte del Gobierno de España, Miquel Iceta.

## Biografía
Iceta jugó 41 encuentros oficiales entre 1910 y 1916 con el Athletic Club, destacando tres finales de Copa que disputó como capitán entre 1914 y 1916 y su titularidad en el primer encuentro disputado en San Mamés, el 21 de agosto de 1913 ante el Racing de Irún.
Tras su retirada, llegó a ser seleccionador de España junto a Paulino Alcántara y Félix Quesada.

## Clubes
| Club          | País   | Año       |
| ------------- | ------ | --------- |
| Athletic Club | España | 1910-1916 |

### Clubes como entrenador
| Predecesor: Guillermo Eizaguirre | Coentrenador de la Selección de fútbol de España 1951 | Sucesor: Ricardo Zamora |

## Palmarés

### Campeonatos regionales
| Título               | Club          | País   | Año  |
| -------------------- | ------------- | ------ | ---- |
| Campeonato del Norte | Athletic Club | España | 1914 |
| Campeonato del Norte | Athletic Club | España | 1915 |
| Campeonato del Norte | Athletic Club | España | 1916 |

### Campeonatos nacionales
| Título       | Club          | País   | Año  |
| ------------ | ------------- | ------ | ---- |
| Copa del Rey | Athletic Club | España | 1910 |
| Copa del Rey | Athletic Club | España | 1911 |
| Copa del Rey | Athletic Club | España | 1914 |
| Copa del Rey | Athletic Club | España | 1915 |
| Copa del Rey | Athletic Club | España | 1916 |